# Dibamus bourreti
Espèce
Statut de conservation UICN

 LC  : Préoccupation mineure
Dibamus bourreti est une espèce de sauriens de la famille des Dibamidae. 

## Répartition
Cette espèce se rencontre au Viêt Nam et au Guangxi, au Guangdong et à Hong Kong en Chine.

## Étymologie
Cette espèce est nommée en l'honneur de René Léon Bourret.

## Publication originale
- Angel, 1935 : Un lézard nouveau de la famille des dibamidés. Muséum national d'Histoire naturelle, ser. 2, vol. 7, p. 354-356.